# Bero (Manyaran)
Bero is een bestuurslaag in het regentschap Wonogiri van de provincie Midden-Java, Indonesië. Bero telt 4509 inwoners (volkstelling 2010).